# 1,2-Pentadien
1,2-Pentadien ist eine chemische Verbindung aus der Gruppe der ungesättigten aliphatischen Kohlenwasserstoffe.

## Gewinnung und Darstellung
1,2-Pentadien kann durch Reaktion von 1-Pentin oder 2-Pentin mit Kaliumhydroxid bei 175 °C gewonnen werden.

## Eigenschaften
1,2-Pentadien ist eine farblose klare Flüssigkeit.